# George Lawrence Price
Soldaat George Lawrence Price (Regiment nummer: 256265) (15 december 1892 - 11 november 1918) was een Canadees soldaat. Hij wordt algemeen beschouwd als de laatste soldaat van het Britse Rijk die gedood werd tijdens de Eerste Wereldoorlog.

## Biografie
George Price werd geboren in Falmouth in Canada op 15 december 1892, en groeide op in Church Street, dat nu Port Williams, Nova Scotia heet. Hij diende met de "A" Company van het 28ste Bataljon van de Canadian Expeditionary Force.

## 11 november 1918
Soldaat Price nam deel aan een patrouille die het dorpje Havré moest veroveren. Na de oversteek van het Centrumkanaal naar de stad Ville-sur-Haine onder Duits mitrailleurvuur, liepen Price en zijn patrouille naar een rij van huizen met de intentie om de vijandelijke mitrailleur, die hen bij de oversteek had lastiggevallen, te overmeesteren. De patrouille betrad het huis van waaruit ze dachten dat de schoten kwamen, maar trof de Duitsers niet aan, want de Duitsers hadden door de achterdeur het huis verlaten, terwijl de patrouille door de voordeur binnenkwam. Vervolgens zetten ze de zoektocht verder maar vonden het volgende huis opnieuw leeg. George Price werd doodgeschoten in de buurt van zijn hart door een Duitse sluipschutter toen hij uit het huis liep naar de straat, tegen het advies van een bewoner in, om 10u58 op 11 november 1918. Hij overleed dus twee minuten voor de wapenstilstand, die om 11 uur een einde maakte aan de oorlog.

## Gedenktekens

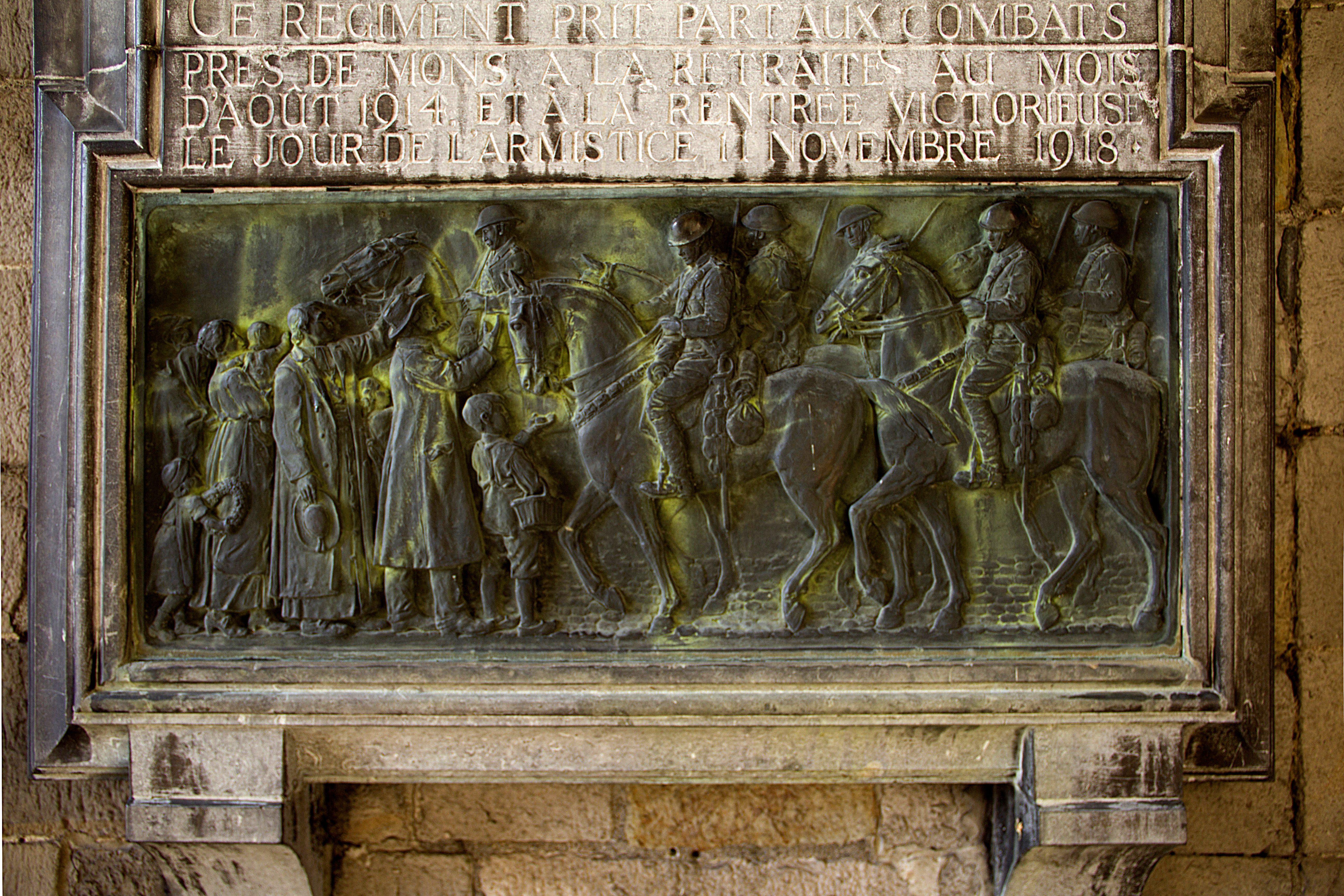
Gedenkplaat ter ere van het Brits regiment dat deelnam an acties in de buurt van Bergen

Price werd begraven in Havre Old Communal Cemetery, een van de begraafplaatsen die later toegevoegd is aan de St Symphorien military cemetery, ten zuidoosten van Bergen.nToevallig is dit ook de laatste rustplaats van John Parr en George Edwin Ellison, respectievelijk de eerste en de laatste Engelse soldaten gedood in de Eerste Wereldoorlog.
Op 11 november 1968, zijn 50ste sterfdag en tevens de 50ste verjaardag van de wapenstilstand, plaatsten overlevenden van zijn patrouille een gedenkplaat op de muur van een huis in de buurt van de plaats waar hij was gedood. De Engelse inscriptie luidt:
"To the memory of 256265 Private George Lawrence Price, 28th North West Battalion, 6th Canadian Infantry Brigade, 2nd Canadian Division, killed in action near this spot at 10.58 hours, November 11th, 1918, the last Canadian soldier to die on the Western Front in the First World War. Erected by his comrades, November 11th, 1968."
Deze wordt gevolgd door de Franse tekst.
Het huis is inmiddels afgebroken, maar de plaat is op een baksteen op een stenen monument in de buurt van de plaats waar het huis oorspronkelijk stond geplaatst; zij bevindt zich dus nog steeds in de buurt van de plek waar hij stierf.
In 1991 bouwde de stad Ville-sur-Haine een nieuwe voetgangersbrug over het Centrumkanaal. Er werd een referendum gehouden en op 11 november van dat jaar werd de brug officieel uitgeroepen tot "Passerelle George Price".